# Carl Wilhelm Vollgraff
Carl Wilhelm Vollgraff (né à Haarlem le 5 juin 1876 – mort à Zeist le 20 octobre 1967) est un helléniste et archéologue néerlandais.

## Biographie
Carl Wilhelm Vollgraff était le fils du latiniste bruxellois Jean-Christophe Vollgraff. Il commença ses études de lettres classiques à Bruxelles, et les poursuivit successivement à Utrecht, Göttingen et Berlin (sous la direction de Wilamowitz). Ayant soutenu sa thèse en 1901 avec un mémoire consacré à Ovide, il travailla trois ans à l’École française d'Athènes  et participa entre autres aux fouilles archéologiques à Argos.
En 1903, Vollgraff fut admis comme Privat-docent de mythologie grecque et romaine et de topographie de la Grèce à l’Université d'Utrecht. De 1905 à 1908, il exerça les fonctions de conservateur au Musée historique géré par la Société Provinciale des Arts et Sciences d'Utrecht, et ce fut son premier contact avec l’archéologie romaine. En 1908, il devint titulaire de la chaire de grec ancien et de littérature à l’Université de Groningue, et conserva ce poste jusqu'en 1917. Vollgraff expertisa la planchette de Tolsum, une pièce de bois portant une inscription d'époque romaine, découverte en 1914, et publia en 1917 ses investigations sur ce qui demeure à ce jour comme la plus ancienne inscription alphabétique des Pays-Bas. En 1917 il déménagea à Utrecht à la suite de sa promotion dans l’université locale, et y termina sa carrière jusqu'à son élévation au rang de professeur émérite, en 1946. Au cours de la période allant de 1917 à 1923 il se joignit à l’Association archéologique des terpen et devint membre de l’Académie royale néerlandaise des arts et des sciences.
En 1929, il avait découvert sous la place de la cathédrale d'Utrecht des tessons de grès recouvrant une sépulture médiévale. Vollgraff s'attela au déchiffrement des inscriptions qu'elles contenaient et parvint à la conclusion que le nom d'Utrecht, à l'époque romaine, était Albiobola, mais cette interprétation fut d'emblée vivement critiquée, et l'interprétation de ces inscriptions reste à ce jour controversée. Vollgraff poursuivit les fouilles archéologiques de la place de la cathédrale d'Utrecht de 1933 à 1935, et y découvrit les vestiges du castellum romain de Traiectum et d'une église carolingienne. Il mettra au jour non loin de là un autre camp romain, celui de Fletio, en 1940.
Vollgraff épousa en premières noces en 1904 Marie von Hößlin, fille de Konstantin von Hößlin, et en secondes noces en 1947 l'archéologue Anna Roes.